# Liste der Wappen im Landkreis Ebersberg
Die Liste der Wappen im Landkreis Ebersberg zeigt die Wappen der Gemeinden im bayerischen Landkreis Ebersberg.

## Landkreis Ebersberg

Landkreis Ebersberg In Silber auf grünem Dreiberg einen schreitenden, goldbewehrten schwarzen Eber, hinter dem eine grüne Tanne mit 29 Ästen hinaufwächst.
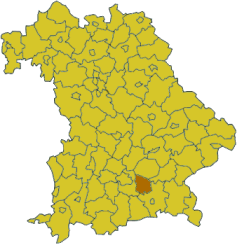
Lage des Landkreises Ebersberg in Bayern
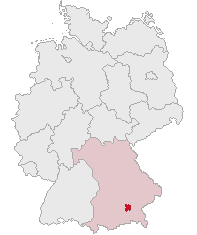
Lage des Landkreises Ebersberg in Deutschland

## Wappen der Städte, Märkte und Gemeinden

Gemeinde Anzing In Gold ein wachsender, rot bewehrter schwarzer Löwe, darüber schräg gekreuzt zwei blaue Lilienstäbe.
Gemeinde Aßling In Blau ein sechsspeichiges silbernes Rad, beiderseits und unten begleitet von je einer silbernen Blume mit goldenem Butzen.
Gemeinde Baiern Über von Blau und Silber gespaltenem Dreiberg gespalten von Silber und Blau; vorne übereinander zwei rote heraldische Rosen, hinten ein goldener Birkenzweig mit zwei Blättern.
Gemeinde Bruck Geteilt von Schwarz und Silber; oben eine silberne Brücke, unten ein schwarzer, mit drei goldenen Kugeln belegter Schrägbalken.
Stadt Ebersberg In Gold auf grünem Dreiberg am rechten Schildrand aufsteigend ein schwarzer Eber.
Gemeinde Egmating In Silber ein schwarzer Wolf, der ein rotes Geweih im Maul hält.
Gemeinde Emmering In Silber ein gesenkter roter Sparren, darüber zwei schräg gestellte rote Hirschstangen.
Gemeinde Forstinning In Blau aus goldenem Dreiberg wachsend zwei goldene Fichten, dazwischen ein silbernes Kreuz.
Gemeinde Frauenneuharting In Silber ein mit drei goldenen Kugeln belegter schwarzer Schrägbalken; darüber ein fünfstrahliger blauer Stern, darunter eine rote Muschel.
Markt Glonn In Silber eine waagrechte blaue Forelle mit goldenen Flossen, darunter ein sechzehnschaufeliges schwarzes Mühlrad.
Stadt Grafing b.München In Gold ein steigender schwarzer Bär.
Gemeinde Hohenlinden In Silber auf blauem Berg, darin schräg gekreuzt zwei silberne Schwerter, ein grüner Lindenbaum.
Markt Kirchseeon In Grün zwischen zwei bewurzelten goldenen Nadelbäumen ein silberner Nonnenschmetterling.
Markt Markt Schwaben In Rot auf schwarzem Dreiberg ein golden bewehrter silberner Falke.
Gemeinde Moosach In Gold ein schwarzer Falke, der von zwei gesenkten, schräg gekreuzten grünen Mooskolben überdeckt ist.
Gemeinde Oberpframmern In Silber ein grüner Pflaumenbaum mit fünf Blättern und drei blauen Pflaumen an zwei verschlungenen Zweigen; dem Stamm aufgelegt ein lediges schwarzes Andreaskreuz.
Gemeinde Pliening Geteilt; oben wieder geteilt und oben gespalten von Schwarz und Gold, unten in Blau drei, eins zu zwei gestellte, goldene Kronen; unten in Silber ein schreitender schwarzer Bär.
Gemeinde Poing Über von Silber und Blau geteiltem Schildfuß in Blau ein goldener Sparren, der einen achtstrahligen silbernen Stern einschließt.
Gemeinde Steinhöring Geteilt von Silber und Blau; oben ein schwebender schwarzer Steinbockrumpf, unten ein waagrechtes silbernes Posthorn.
Gemeinde Vaterstetten Wellenförmig schräglinks geteilt von Silber und Blau; oben ein grünes Seeblatt mit grünem Stiel, unten ein goldener Pfahl.[1]
Gemeinde Zorneding In Silber ein goldbewehrter roter Adler, der in den Fängen je einen verkohlten schwarzen Ast hält.

## Ehemalige Gemeinden mit eigenem Wappen

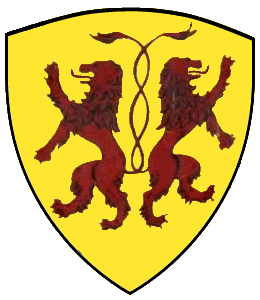
Gemeinde Elkofen
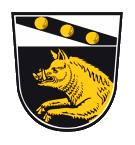
Gemeinde Nettelkofen
Gemeinde Parsdorf Wellenförmig schräglinks geteilt von Silber und Blau; oben ein grünes Seeblatt mit grünem Stiel, unten ein goldener Pfahl.[2]
Gemeinde Pöring In Blau über zwei gekürzten silbernen Spitzen ein goldenes Rebhuhn.[3] → Details